# Veer Savarkar International Airport
Veer Savarkar International Airport (engelska: Port Blair) är en flygplats i Indien.   Den ligger i distriktet South Andaman och unionsterritoriet Andamanerna och Nikobarerna, i den sydöstra delen av landet, 2 500 km sydost om huvudstaden New Delhi. Veer Savarkar International Airport ligger 3 meter över havet. Den ligger på ön South Andaman.
Terrängen runt Veer Savarkar International Airport är huvudsakligen platt, men norrut är den kuperad. Havet är nära Veer Savarkar International Airport österut.  Närmaste större samhälle är Port Blair, 3,6 km nordost om Veer Savarkar International Airport. Omgivningarna runt Veer Savarkar International Airport är en mosaik av jordbruksmark och naturlig växtlighet.